# Флакуртия
Флаку́ртия (лат. Flacourtia) — род растений семейства Ивовые (Salicaceae), произрастающих в Африке и Южной Азии. Назван в честь губернатора французской колонии на острове Мадагаскар Этьена де Флакура (Étienne de Flacourt, 1607—1660). 
Флакуртия индийская и Флакуртия рукам культивируются в качестве плодовых растений. Съедобные плоды имеют и несколько других видов, но их вкусовые качества гораздо хуже и плоды используют в основном для консервирования.

## Виды
По информации базы данных The Plant List, род включает 22 вида:
- Flacourtia amalotricha A.C.Sm.
- Flacourtia cavaleriei H.Lév.
- Flacourtia degeneri A.C.Sm.
- Flacourtia flavescens Willd.
- Flacourtia helferi Gamble ex Ridl.
- Flacourtia indica (Burm.f.) Merr. — Флакуртия индийская
- Flacourtia inermis Roxb.
- Flacourtia jangomas (Lour.) Raeusch.
- Flacourtia kinabaluensis Sleumer
- Flacourtia latifolia (Hook.f. & Thomson) T.Cooke
- Flacourtia mollipila Sleumer
- Flacourtia mollis Hook.f. & Thomson
- Flacourtia montana J.Graham
- Flacourtia occidentalis Blatt.
- Flacourtia oppositifolia Gagnep.
- Flacourtia rukam Zoll. & Moritzi — Флакуртия рукам
- Flacourtia subintegra A.C.Sm.
- Flacourtia territorialis Airy Shaw
- Flacourtia tomentella Miq.
- Flacourtia vitiensis (Seem.) A.C.Sm.
- Flacourtia vogelii Hook.f.
- Flacourtia zippelii Slooten